# Tinghøj (Skive Kommune)
 For alternative betydninger, se Tinghøj. (Se også artikler, som begynder med Tinghøj)
Tinghøj er en bebyggelse i den nordlige del af Roslev Sogn mellem Roslev og Durup på det nordvestlige Salling. 
Tinghøj ligger 19 km nord for Skive. Området hører til Skive Kommune og ligger i Region Midtjylland.

## Historie
Harre Herreds ting blev holdt ved den nærliggende Tinghøj ved sogneskellet mellem Harre, Durup og Tøndering sogne. 

### Jernbanen
Sallingbanen (1884-1971) gik gennem den spredte bebyggelse, og her blev trinbrættet Tinghøj oprettet 15. maj 1929. Beboerne måtte selv bekoste et læskur; i starten af 1950'erne opførte DSB et nyt skur efter at have indsamlet penge til materialerne hos 33 beboere. Trinbrættet blev nedlagt 27. maj 1967.
Cykelstien Salling Natursti, der er anlagt på den tidligere jernbane og følger banens tracé næsten hele vejen mellem Skive og Glyngøre, passerer bebyggelsen. 